# تطور الكلى
تطور الكلية (بالإنجليزية: Kidney development)‏ أو تكوين الكلى (بالإنجليزية: nephrogenesis)‏ يصف المنشأ الجنيني للكلية، وهو العضو الرئيسي في الجهاز البولي، وغالبا ما ينظر إليها بمنظور اوسع وهو تطور الجهاز البولي والجهاز التناسلي.

## المراحل

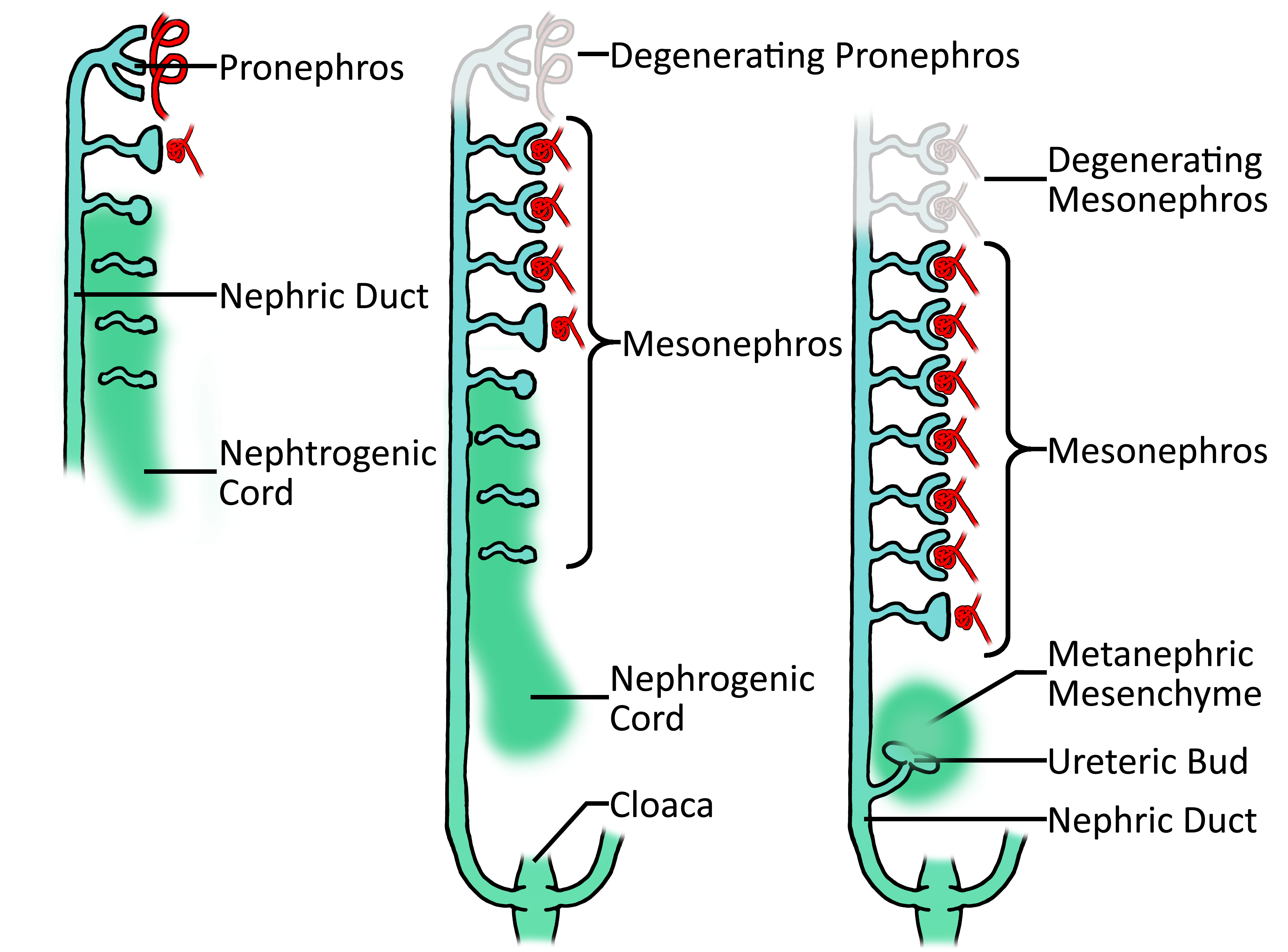
تطور الكلى في الجنين

يمر تطور الكلى بعدة مراحل متعاقبة، كل منها تتميز بمزيد من التطور للكلى، وهذه المراحل هي سَليفَةُ الكُلْوَة"Pronephros"، و الكُلْوَةُ المُوَسَّطَة"Mesonephros"، والكُلْوَةُ التالِيَة"Metanephros".سَليفَةُ الكُلْوة هي الأقل نضوجا، بينما الكُلْوَةُ المُوَسَّطَة هي الأكثر تطورا، وتستمر الكُلْوَةُ التالِيَة ككلية الكبار.

### سَليفَةُ الكُلْوَة [جنين]
تتكون سليفَةُ الكُلْوة في المنطقة العنقية للجنين عند اليوم 22 من الحمل في الإنسان. يظهر زوجان من سَليفَةُ الكُلية عند النهاية العنقية للاديم المتوسط. في هذه المنطقة، ترتب الخلايا الطلائية نفسها في سلسلة من الأنابيب تسمى بَضْعَةٌ كُلْوِيَّة " nephrotome "، وتنضم إلى قَناةُ سَليفَةِ الكُلْوَة " pronephric duct "
. توجد هذه القناة بالكامل داخل الجنين، وبالتالي لا يمكنها ان تفرز المواد التي يتم تصفيتها خارج الجنين. وبالتالي فان سَليفَةُ الكُلية تعتبر غير وظيفية في الثدييات.

#### الكُلْوَةُ المُوَسَّطَة
تتطور قناة سَليفَة الكُلْوَة "pronephric duct " من الاتجاه القحفي إلى الاتجاه الذيلي. تستحث قناة سيليفة الكلوة، الأديم المتوسط القريبة من المنطقة الصدرية القطنية لتكون أنابيب طلائية تسمى نبيبات الكُلْوَةِ الجَنينِيَّةِ الموسطة  " mesonephric tubule "، تستقبل كل نبيبة إمدادات دموية من فرع من الشريان الأبهر وتنهي بخصلة شعرية مماثلة لكُبَيْبَة " glomerulus " الكليون " nephron " الاصلي للكلية. تشكل نبيبة الكلوة الجنينيه الموسطة كبسولة حول الخصلة الشعرية مما يسمح بترشيح الدم. هذا الترشيح يتدفق من خلال نبيبة الكلوة الجنينية الموسطة ثم يُصب وينتهي في قَناةُ سَليفَةِ الكُلْوَة أو قناة ولفيان(wolff). تنحسر بَضْعَةٌ الكلية، في حين أن نبيبة الكلوة الجنينية المتوسطة تمتد نحو النهاية الذيلية القصوى للجنين، لتتصل في النهاية بالمذرق"cloaca". تشبه الكلوة المتوسطة للثديات الكلى في الأسماك والبرمائيات.

##### الكُلْوَةُ التالِيَة
عند الأسبوع الخامس من الحمل، تتطور قناة سَليفَةِ الكُلْوَة إلى تجيب خارجي، يسمى برعم الحالب " ureteric bud "، بالقرب من اتصاله بالمذرق، ينمو إلى الخلف وفي اتجاه رأس الجنين، تسمى الساق الممتدة من برعم الحالب باسم قَناةُ الكُلْوَةِ الجَنينِيَّةِ المَوَسَّطَة " metanephric duct "، والتي تكون الحالب فيما بعد. تمتد النهاية القحفية من البرعم إلى الأديم المتوسط، حيث يتفرع عدة تفرعات ليكون نظام القنوات الجامعة للكلية، والكلوية الكبرى والصغرى، وحوض الكلية.
يعرف الجزء من الأديم المتوسط الغير متمايز المتصل بطرف برعم الحالب المتفرعة، باسم مآرمة الكلية الفوقية. تحفز الاشارات المنبعثة من برعم الحالب التمايز من مآرمة الكلية الفوقية إلى انابيب الكلية. تنمو الأنابيب الكلوية وتتصل وتنضم إلى النبيات الموصلة لنظام القنوات الجامعة، وتشكل مرور مستمر للتدفق من الأنابيب الكلوية إلى القنوات الجامعة. تبدأ الخلايا البطانية الوعائية في اتخاذ مواقعها عند طرف الأنابيب الكلوية، هذه الخلايا تتحول إلى خلايا الكبيبة النهائية.
في البشر، قد تشكلت جميع فروع برعم الحالب من الوحدات الكلوية عند الأسبوع 32 إلى الأسبوع 36 من الحمل.ومع ذلك فانها ليست ناضجة بعد وتستمر في النضج بعد الولادة. في الشخص البالغ، الإنسان لديه ما يقارب مليوني كيلون (حوالي 1,000,000 في الكلى) ولكن هذا العدد هو متغير للغاية تتراوح على نطاق واسع من حوالي 300,000 إلى أكثر من مليونين في الكلية الواحدة.

## الهجرة
بعد تحفيز اللحمة المتوسطة للكلوة التالية، يهاجر الجزء السفلي من القناة الكلوية ذيليا (الي أسفل) ويتصل بالمثانة، وبالتالي يتشكل الحالب.يحمل الحالب البومل من الكلى للمثانة ليتم افرازها في الكيس الذي يحيط الجنين. كما يتطور الجنين، يستطيل الجذع، ووتستدير الكلى وتهاجر إلى أعلى داخل البطن مسببة زيادة في طول الحالب.

## روابط خارجية
- غرايز أناتومي (كتاب) s252